# Ernst Eichner
Pour les articles homonymes, voir Eichner.
Ernst Eichner est un bassoniste virtuose et compositeur allemand de la période dite Sturm und Drang, né à Arolsen le 15 février 1740 et mort à Potsdam en août 1777.

## Biographie
Ernst naît à Arolsen (aujourd'hui en Hesse) ville de résidence des princes de Waldeck-Pyrmont. Il est le fils de Johann Andreas Eichner, lui-même bassoniste à la cour d'Arolsen, mais aussi organiste. Il apprend le violon, le clavier et le basson. En 1762 il est admis à l’orchestre du comte Christian IV de Zweibrücken, en tant que violon solo. Il prend épouse la même année et devient père d'une petite fille. Eichner se rend chaque année à Paris avec son employeur et en 1764 accompagné de Christian Cannabich triomphe au Concert Spirituel. Il se présente également comme soliste virtuose au basson. Au début des années 1770 le recueil de ses symphonies est paru à Paris, aux frais de Christian IV. En 1772, au concours des compositeurs de symphonies il finit second derrière Christian Cannabich. La même année, en novembre, sans qu'on en sache le motif, il quitte l’orchestre sans autorisation, pour Londres, laissant sa femme et sa fille. Invité par Johann Christian Bach aux concerts Bach-Abel, il se produit au printemps suivant, au basson avec un grand succès. Il quitte l’Angleterre en août 1773, pour le modeste poste de basson solo à l’orchestre de la cour du prince héritier Frédéric-Guillaume de Prusse à Potsdam. C'est dans cette ville qu'il meurt à l'été 1777. Adelheid Maria Eichner (1762–1787), sa fille, est également compositeur et cantatrice à la cour. 

## Style
Les symphonies de Ernst Eichner étaient parmi les plus populaires de son temps, notamment à Paris où elles furent éditées (30 sur les 31 connues), mais aussi connues dans toute l'Europe. Eichner a essayé de créer son propre style en incorporant des éléments à la fois italien, français et allemand notamment du Sturm und Drang.

## Œuvres
Ses œuvres comportent 31 symphonies, une vingtaine de concertos parmi lesquels des œuvres pour hautbois, pour harpe et pour basson et plusieurs œuvres de musique de chambre. En l'absence d'une étude moderne sur le catalogue du musicien, les opus donnés par les éditeurs successifs sont indiqués. 
Clavier
- opus 6 : 6 sonates pour clavecin (pub. Berlin)
- opus 7 : 6 sonates pour clavecin (pub. Francfort 1776)

Chambre
- opus 1 : 6 trios avec clavecin (pub. Paris)
- opus 2 : 3 trios avec clavecin (pub. Paris)
- opus 3 : 3 trios avec clavecin (pub. Paris)
- opus 4 : 6 quatuors avec flûte (pub. Amsterdam, Paris, Londres 1772)
- opus 10 : 6 sonates pour violon et alto (pub. 1772)
- opus 11 : 6 quatuors (pub. La Hague)
- opus 12 : 6 quatuors pour violon, alto, violoncelle et contrebasse (pub. Paris)

Symphonies
- opus 1 : 6 symphonies (pub. Paris 1769)
- opus 4 : 6 symphonies
  - no 2 en sol mineur (1771–72)
- opus 5 : 3 symphonies
  - no 1 en ut majeur (Paris, 2 mai 1770)
- opus 7 : 6 symphonies (1769, pub. Paris 1776)
  - no 4 en ré mineur
- opus 11 : Symphonies
  - no 4 en fa majeur (Potsdam, 6 mars 1776) La dernière composée.

Concertos
- opus 5 : 2 concerto pour clavecin (pub. Amsterdam)
- opus 6 : Concerto pour clavecin, cordes et deux cors (pub. Francfort 1773)
- opus 9 : Concerto pour harpe et orchestre en ré majeur (10 janvier 1769, pub. Mannheim)

## Discographie
- 6 quatuors, opus 4 pour quatuor avec flûte - Jan de Winne, flûte ; Ensemble Il Gardellino (octobre 2006, Accent ACC 24183)
- 4 symphonies [nos 8, 11, 19, 31] - L'arte del Mondo, dir. Werner Ehrhardt (27-29 novembre 2008, Capriccio 5021)
- Concerto pour harpe op. 9 en ré majeur - Silke Heichorn, harpe ; Kurpfälzisches Kammerorchester, dir. Stefan Fraas (janvier 2013, CPO 777 835-2)